# Regiões da União Africana

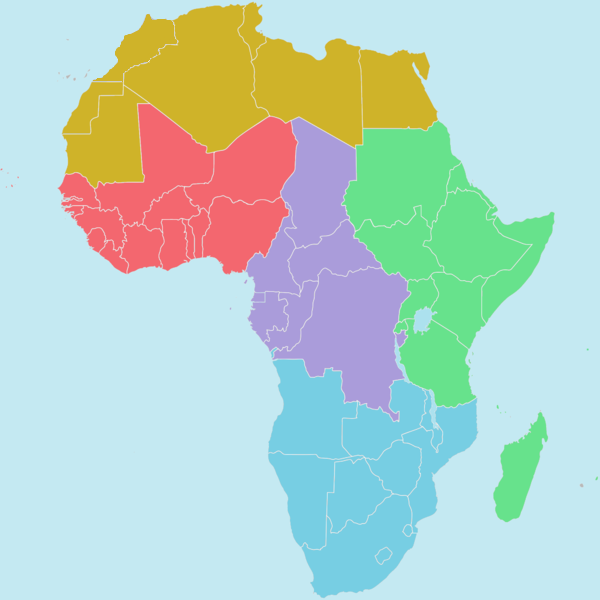
Regiões da AU

Os estados membros da União Africana são divididos em cinco regiões geográficas da União Africana.

## Lista

### Norte
| # | Estado membro   | Capital               | Área (km2) |
| - | --------------- | --------------------- | ---------- |
| 1 | Argélia         | Argel                 | 2,381,740  |
| 2 | Egito           | Cairo                 | 1,001,451  |
| 3 | Líbia           | Trípoli               | 1,759,540  |
| 4 | Mauritânia      | Nuaquechote           | 1,030,700  |
| 5 | Saara Ocidental | El Aiune (proclamada) | 281,000    |
| 6 | Tunísia         | Túnis                 | 163,610    |

### Sul
| #  | Estado membro | Capital  | Área (km2) |
| -- | ------------- | -------- | ---------- |
| 1  | Angola        | Luanda   | 1,246,700  |
| 2  | Botswana      | Gaborone | 581,726    |
| 3  | Lesoto        | Maseru   | 30,355     |
| 4  | Malawi        | Lilongué | 118,484    |
| 5  | Moçambique    | Maputo   | 801,590    |
| 6  | Namíbia       | Vinduque | 824,116    |
| 7  | África do Sul | Pretória | 1,221,037  |
| 8  | Essuatíni     | Mebabane | 17,364     |
| 9  | Zâmbia        | Lusaca   | 752,618    |
| 10 | Zimbabwe      | Harare   | 390,757    |

### Leste
| #  | Estado membro   | Capital      | Área (km2) |
| -- | --------------- | ------------ | ---------- |
| 1  | Comores         | Moroni       | 2,235      |
| 2  | Djibuti         | Jibuti       | 23,200     |
| 3  | Etiópia         | Adis Abeba   | 1,104,300  |
| 4  | Eritreia        | Asmara       | 117,600    |
| 5  | Quênia          | Nairóbi      | 580,367    |
| 6  | Madagáscar      | Antananarivo | 587,041    |
| 7  | Ilhas Maurícias | Port Louis   | 2,040      |
| 8  | Ruanda          | Quigali      | 26,798     |
| 9  | Seicheles       | Vitória      | 451        |
| 10 | Somália         | Mogadíscio   | 637,661    |
| 11 | Sudão do Sul    | Juba         | 619,745    |
| 12 | Sudão           | Cartum       | 1,886,068  |
| 13 | Tanzânia        | Dodoma       | 945,087    |
| 14 | Uganda          | Campala      | 236,040    |

### Oeste
| #  | Estado membro   | Capital    | Área (km2) |
| -- | --------------- | ---------- | ---------- |
| 1  | Benim           | Porto Novo | 112,622    |
| 2  | Burquina Fasso  | Uagadugu   | 274,000    |
| 3  | Cabo Verde      | Praia      | 4,033      |
| 4  | Costa do Marfim | Iamussucro | 322,462    |
| 5  | Gâmbia          | Banjul     | 10,380     |
| 6  | Gana            | Acra       | 238,534    |
| 7  | Guiné-Bissau    | Bissau     | 36,125     |
| 8  | Guiné           | Conacri    | 245,857    |
| 9  | Libéria         | Monróvia   | 111,369    |
| 10 | Mali            | Bamaco     | 1,240,192  |
| 11 | Níger           | Niamei     | 1,267,000  |
| 12 | Nigéria         | Abuja      | 923,768    |
| 13 | Senegal         | Dacar      | 196,723    |
| 14 | Serra Leoa      | Freetown   | 71,740     |
| 15 | Togo            | Lomé       | 56,785     |

### Central
| # | Estado membro                  | Capital     | Área (km2) |
| - | ------------------------------ | ----------- | ---------- |
| 1 | Burundi                        | Bujumbura   | 27,834     |
| 2 | Camarões                       | Iaundé      | 475,442    |
| 3 | República Centro-Africana      | Bangui      | 622,984    |
| 4 | Chade                          | Jamena      | 1,284,000  |
| 5 | República do Congo             | Brazzaville | 342,000    |
| 6 | República Democrática do Congo | Quinxassa   | 2,345,409  |
| 7 | Guiné Equatorial               | Malabo      | 28,051     |
| 8 | Gabão                          | Libreville  | 267,667    |
| 9 | São Tomé e Príncipe            | São Tomé    | 964        |

## Sexta Região
A UA considera a diáspora africana como a sua sexta região.